# Johann Friedrich Borchmann (Baumeister)
Johann Friedrich Borchmann (* 1694; † 22. Mai 1772 in Celle) war ein deutscher Baumeister.

## Leben
Johann Friedrich Borchmann wurde zu Beginn des Kurfürstentums Hannover im Jahr 1694 als Sohn des Johann Caspar Borchmann geboren.
Neben einigen bemerkenswerten Portalen in Celler Fachwerkhäusern zeichnete Borchmann im Jahr 1766 einen Stadtplan.

## Weitere Werke
- 1736: Celle, Pastorenhäuser; heutige Adressen An der Stadtkirche 9 – 11[1]